# (2258) Viipuri
(2258) Viipuri es un asteroide perteneciente al cinturón de asteroides, descubierto el 7 de octubre de 1939 por Yrjö Väisälä desde el Observatorio de Iso-Heikkilä, en Turku, Finlandia.

## Designación y nombre
Designado provisionalmente como 1939 TA. Fue nombrado Viipuri en homenaje a la ciudad rusa Víborg (Viipuri en finés).